# Calixto Ayesa
Calixto Ayesa Dianda (Pamplona, 25 de febrero de 1936 - Pamplona, 3 de febrero de 2020) fue un médico y político español. Fue consejero de Salud (1991-1995); Bienestar Social (1996-1999); y Bienestar Social, Deporte y Juventud (1999-2003) del Gobierno de Navarra.

## Biografía

### Formación académica y actividad profesional
Tras licenciarse en Medicina por la Universidad de Navarra, obtuvo una plaza por oposición en el Banco de sangre. Fue médico especialista en dermatología en la Seguridad Social y estuvo al frente de una consulta privada durante varios años.
También fue consultor asociado de la Clínica Universidad de Navarra, presidente del Igualatorio Médico Quirúrgico (1978-1982), y primer director médico de la Clínica San Miguel, en la capital navarra.

### Carrera política

#### Unión de Centro Democrático
Comenzó su andadura política a través de Unión de Centro Democrático (UCD), en 1980. Tiempo después fue asesor de Jaime Ignacio del Burgo, que estaba al frente de la cartera de Sanidad y Bienestar Social de la Diputación Foral de Navarra. Desde allí ambos impulsaron la renovación del sistema público de salud, cuya gestión estaba compartida junto con la Seguridad Social.

#### Partido Demócrata Popular
Tras el batacazo sufrido por la UCD, que pasó de 168 a once diputados, Ayesa junto con Del Burgo se integraron en 1983 en el Partido Demócrata Popular (PDP), formación inspirada en el humanismo cristiano. Tras las elecciones celebradas en 1983, en la que se presentó en la coalición Alianza Popular (AP) - PDP - Unión Liberal (UL), fue elegido parlamentario navarro.
En 1987 revalidó su puesto, siendo elegido de nuevo parlamentario navarro, en esta ocasión bajo las siglas de la coalición Unión Demócrata Foral (UDF), integrada por representantes del PDP y de UL. Su escaño, junto con el de Jaime Ignacio del Burgo fueron decisivos para evitar un gobierno de coalición entre el Partido Popular, Unión del Pueblo Navarro (UPN) y el Partido Nacionalista Vasco (PNV). Ayesa fue el portavoz de UDF durante esa legislatura, tras la marcha de Del Burgo al Senado en Madrid. Posteriormente, en torno a 1989 fue secretario general del PDP.

#### Partido Popular de Navarra
En 1989, Manuel Fraga promovió la refundición de Alianza Popular en el Partido Popular, tras la integración del PDP y de UL. De esta manera, el partido se homologaba al resto de partidos demócrata-cristianos europeos, y se integraba en la Internacional Democristiana.
El 17 de febrero de 1990, fue elegido secretario general del Partido Popular de Navarra, en el IV Congreso del partido, siendo elegido presidente del partido Jaime Ignacio del Burgo.

#### Coalición Partido Popular - Unión del Pueblo Navarro
En 1991, tanto Ayesa como Del Burgo impulsaron, dentro de las filas populares, la fusión con Unión del Pueblo Navarro (UPN) en 1991, que se hizo efectiva tras una reunión entre Juan Cruz Allí y Miguel Sanz (UPN) y Del Burgo y Ayesa (PP). Gracias a dicha alianza, UPN se hizo con el Gobierno de Navarra, tras dos legislaturas socialistas.
El 25 de marzo de 1991 se firmó el pacto entre populares y regionalistas. Ello provocó la disolución de los órganos de gobierno del PP en Navarra; y la integración de sus principales dirigentes (entre los que se encontraba Ayesa) en el comité ejecutivo de UPN.

### Gobierno de Navarra
En 1991 Ayesa fue nombrado consejero de salud, por el presidente de Navarra, Juan Cruz Allí. Al concluir la legislatura en 1995, Ayesa regresó a su consulta privada. En 1996, tras un año de gobierno socialista, Miguel Sanz fue elegido presidente del Gobierno Foral. Ayesa fue nombrado consejero de Bienestar Social (1996-1999). En esa época impulsó el Plan Gerontológico y el Plan contra la Exclusión social. En la siguiente legislatura continuó en al frente de la misma consejería, si bien en esa ocasión era la de Bienestar Social, Deporte y Juventud (1999-2003).
Tras dejar la consejería en 2003, continuó como parlamentario foral de UPN hasta 2007.

### Refundación del Partido Popular Navarro
En 2008 regresó al partido Popular, tras la ruptura con UPN. Formó parte de la comisión constituyente que inició la refundación del PP en Navarra. Finalizado el I Congreso que celebró el PP Navarro, tras su refundación, Ayesa integró la ejecutiva del partido. En ese congreso, el 5ª en la historia del PP navarro, fue elegido presidente Santiago Cervera.
Ayesa continuó formando parte de la ejecutiva del PP, cuando el partido estuvo presidido por Enrique Martín de Marcos. Y también tiempo después, cuando formó parte de la gestora que dirigió el PP navarro, en el interim entre la dimisión de Martín de Marcos en 2014, y el nombramiento de Ana Beltrán.

### Vida privada
Calixto Ayesa tenía cuatro hermanos: José Manuel, que fue presidente de la Confederación de Empresarios de Navarra (CEN), Virginia, Charo y Javier, político de Eusko Alkartasuna.
Calixto se casó con Margarita Pascual. El matrimonio tuvo cinco hijos: Eduardo, Pablo, Fermín, Fernando y Andrés.
Falleció en Pamplona a los ochenta y tres años el 3 de febrero de 2020.